# دیگو تریستن
دیگو تریستن (انگلیسی: Diego Tristán؛ زادهٔ ۵ ژانویهٔ ۱۹۷۶) یک بازیکن فوتبال اهل اسپانیا است.
وی همچنین در تیم ملی فوتبال اسپانیا بازی کرده‌است.